# Zavarovana območja Brazilije
Zavarovana območja Brazilije vključujejo različne razrede območij v skladu z nacionalnim sistemom enot za ohranjanje narave (SNUC), formalnim, enotnim sistemom za zvezne, državne in občinske parke, ustanovljenim leta 2000.

## Vrste zavarovanih območij
Zavarovana območja, imenovana tudi varstvene enote, so razdeljena v različne kategorije glede na njihove cilje. Te so opredeljene z zakonom št. 9.985 z dne 18. julija 2000, ki je vzpostavil nacionalni sistem enot za ohranjanje narave (SNUC). Cilji vključujejo ohranjanje narave, trajnostni razvoj, znanstveno raziskovanje, izobraževanje in ekoturizem. Pričakuje se, da bodo popolnoma zaščitene enote ohranjale naravni ekosistem brez vmešavanja človeka. Enote trajnostne rabe omogočajo trajnostno rabo obnovljivih okoljskih virov ob ohranjanju biotske raznovrstnosti in drugih ekoloških lastnosti. Inštitut Chico Mendes za ohranjanje biotske raznovrstnosti, ki upravlja zvezne enote, opredeljuje popolnoma zaščitene (proteção integral) razrede enot kot:
- Ekološke postaje (portugalsko Estações Ecológicas)
- Biološki rezervati (portugalsko Reservas Biológicas)
- Narodni parki (portugalsko Parques nacionais), državni parki (portugalsko Parques estaduais) in mestni naravni parki (portugalsko Parques naturais municipais)
- Naravni spomeniki (portugalsko Monumentos Naturais)
- Zatočišče za divje živali (portugalsko Refúgios de Vida Silvestre)

Enote trajnostne rabe so:
- Območja zaščite okolja (portugalsko Áreas de Proteção Ambiental)
- Območja pomembnega ekološkega interesa (portugalsko Áreas de Relevante Interesse Ecológico)
- Državni gozdovi (portugalsko: Florestas Nacionais) in državni gozdovi (portugalsko Florestas Estaduais)
- Ekstraktivne rezerve (portugalsko Reservas Extrativistas)
- Rezervati za divje živali (portugalsko Reservas de Fauna)
- Rezerve za trajnostni razvoj (portugalsko Reservas de Desenvolvimento Sustentável)
- Zasebni rezervati naravne dediščine (portugalsko Reservas Particular do Patrimônio Natural)

Poleg tega nekatere zvezne države določijo območja kot ekološki rezervat (portugalsko Reserva Ecológica).
Čeprav niso tehnično zaščitena območja, domorodna ozemlja (portugalsko Terras Indígenas) dajejo domorodnim ljudem polne pravice nad območjem in so ovira za krčenje gozdov, rudarjenje in obsežno kmetijstvo. Od leta 2016 je bilo v Braziliji 700 avtohtonih ozemelj, ki so pokrivala približno 13,8 % ozemlja države. Večina jih je bila v Amazon Legal.

## Mozaiki in koridorji
Zakon SNUC opredeljuje mozaik zavarovanih območij kot skupek zavarovanih območij iste ali različnih kategorij, ki so blizu drug drugemu, mejijo ali se prekrivajo in jih je treba upravljati kot celoto. Glede na različne kategorije ohranitvenih enot in drugih zavarovanih območij v mozaiku je treba upoštevati različne cilje ohranjanja. Poleg popolnoma zaščitenih in trajnostno naravnanih ohranitvenih enot lahko mozaik vključuje zasebna zemljišča in domorodna ozemlja.
Zakon SNUC priznava tudi ekološke koridorje kot dele naravnih ali polnaravnih ekosistemov, ki povezujejo zavarovana območja, ki omogočajo pretok genov in gibanje živih organizmov, ponovno naselitev degradiranih območij in ohranjanje preživetja sposobnih populacij, večjih, kot bi bilo mogoče s posameznimi enotami. Projekt zveznega ekološkega koridorja ima svoje korenine že vsaj v letu 1993. Identificiral je sedem glavnih koridorjev, s poudarkom na izvajanju in učenju iz osrednjega amazonskega koridorja in osrednjeatlantskega gozdnega koridorja.

## Stopnja pokritosti
Od leta 2004 so zvezne naravovarstvene enote pokrivale 7,23 % brazilskega ozemlja, kar je pod ravnijo 10 %, ki jo priporoča Mednarodna zveza za ohranjanje narave. Zvezna pokritost je bila:
| Type            | Zavarovano območje (ha) | Površina skupaj (ha) | % zavarovanja |
| --------------- | ----------------------- | -------------------- | ------------- |
| Polna zaščita   | 28.147.214,93           | 854.546.635,67       | 3,29 %        |
| Trajnostna raba | 33.663.938,75           | 854.546.635,67       | 3,94 %        |
| Skupaj          | 61.811.153,68           | 854.546.635,67       | 7,23 %        |

Stopnje zaščite se precej razlikujejo glede na biom. Zvezna pokritost od leta 2005 je bila:
| Biom           | Skupna površina (km2) | % Zavarovanja |
| -------------- | --------------------- | ------------- |
| Amazonski biom | 4.239.000             | 13,40 %       |
| Cerrado        | 2.116.000             | 4,10 %        |
| Atlantski gozd | 1.076.000             | 2,01 %        |
| Pantanal       | 142.500               | 1,10 %        |
| Caatinga       | 736.800               | 0,91 %        |

Zavarovana območja so predmet zmanjšanja, ponovne klasifikacije ali deklasifikacije (RRD). Med letoma 1981 in 2010 je bilo na ta način zmanjšano ali izgubljeno območje 45.000.000 hektarjev, pri čemer se je skoraj 70 % primerov zgodilo od leta 2008. Glavni vzrok je bilo dajanje zemljišča na voljo za jezove hidroelektrarn v regiji Amazonije. Drugi razlogi so bile nepremičninske špekulacije in agrobiznis.